# 汐谷恭一
汐谷 恭一（しおや きょういち、1988年12月12日 - ）は、岩手県大船渡市出身の俳優。

## 人物
VIVIT（現：アンカット）に所属していた。
身長173.5cm。体重64kg。
特技は野球、ラグビー、料理。趣味は映画鑑賞、読書、体を動かす事。
弟は声優、俳優の汐谷文康。

## 出演作品

### 映画
- HK 変態仮面（2013年）
- ホットロード（2014年） - オイカワ
- リュウグウノツカイ（2014年） - 吉田

### テレビ

#### ドラマ
- オンナ♀ルール 幸せになるための50の掟（2013年）
- 地の塩（2014年）
- BORDER 警視庁捜査一課殺人犯捜査第4係（2014年）
- モザイクジャパン（2014年）
- 疾風・虹丸組（2014年）
- リーガルハイ・スペシャル（2014年）
- ウルトラシリーズ
  - ウルトラマンギンガS 第13・14話（2014年）
  - ウルトラマンX 第9話（2015年） - 風間イサム
- 銭の戦争 第1話（2015年）
- 牙狼〈GARO〉-GOLD STORM- 翔 第8話（2015年）
- 孤独のグルメ Season5 特別編 （2017年1月2日、テレビ東京） - カップル客男性 役

#### テレビ番組
- ジェネレーション天国
- うっぷん白書
- 妄想の王子様
- しまじろうのわお! 3rd Season
- 奇跡体験!アンビリバボー - 中村博人

### CM
- 日本マクドナルド
- セキスイハイム
- 東京ディズニーリゾート30周年〜ザ・ハピネス・イヤー〜
- UQ WiMAX
- 日本ケンタッキー・フライド・チキン
- 野村證券
- モスバーガー 朝モス篇